# 9세그먼트 표시 장치

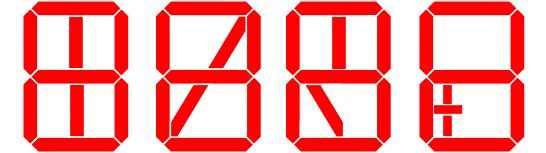
더 많은 변형

9세그먼트 표시 장치(영어: Nine-segment display)는 아홉 개의 세그먼트를 그래픽 패턴에 따라 켜거나 끌 수 있는 디스플레이 유형이다. 이는 더 일반적인 7세그먼트 표시 장치의 확장으로, 두 개의 추가 대각선 또는 수직 세그먼트(하나의 세그먼트는 상단과 중간 사이, 다른 하나는 하단과 수평 세그먼트 사이)를 가진다. 이는 영숫자 문자를 표시하는 효율적인 방법을 제공한다.
9세그먼트 표시 장치로 표시되는 문자는 대문자 또는 소문자 모양이 일관되지 않다. 일반적인 절충안은 "N" 대신 소문자 "n"을 사용하는 것이다. 디스플레이 세그먼트의 디자인에 따라, Nixxo X-Page의 "높은" 소문자 "r" 및 "y"에서처럼 가능한 한 두 개의 추가 세그먼트 사용을 피할 수 있다.

## 용도

소련 우편번호: 위 이미지: 봉투 왼쪽 하단에 인쇄된 6개의 9세그먼트 그리드에 우편번호 6자리를 채울 수 있도록 되어 있다. 아래 이미지: 그리드 형식의 각 숫자 샘플.

1970년대 일부 소련 디지털 계산기(예: 엘렉트로니카 4-71b)에서는 기본 영숫자를 제공하고 소련 우편번호의 숫자를 나타내는 혼동을 피하기 위해 9세그먼트 표시 장치가 사용되었다.
두 개의 추가 막대는 앞으로 기울어져 적절한 모양의 И를 만들고 숫자 3을 글자 З와 구별할 수 있게 했다. 샤프 Compet 계산기 또한 9세그먼트 표시 장치를 사용하여 소량의 문자 및 기호를 사용할 수 있도록 했다.
9세그먼트 표시 장치는 많은 타이멕스 디지털 시계와 Nixxo XPage와 같은 일부 무선호출기, Arch BR502 무선호출기, 그리고 Scope Geo N8T에 사용된다. 또한 일부 Epson Stylus 프린터와 Newport iSeries 디지털 미터에도 사용된다. iSeries에 사용된 디스플레이는 상단에 수직 추가 세그먼트가 있고 하단에 있는 추가 세그먼트가 완전히 뒤로 기울어져 있다는 점에서 독특하다. 이는 R과 M을 다소 더 자연스럽게 보이게 한다.
벵골어 및 로마 숫자를 표시하기 위한 9세그먼트 표시 장치가 개발되었다.

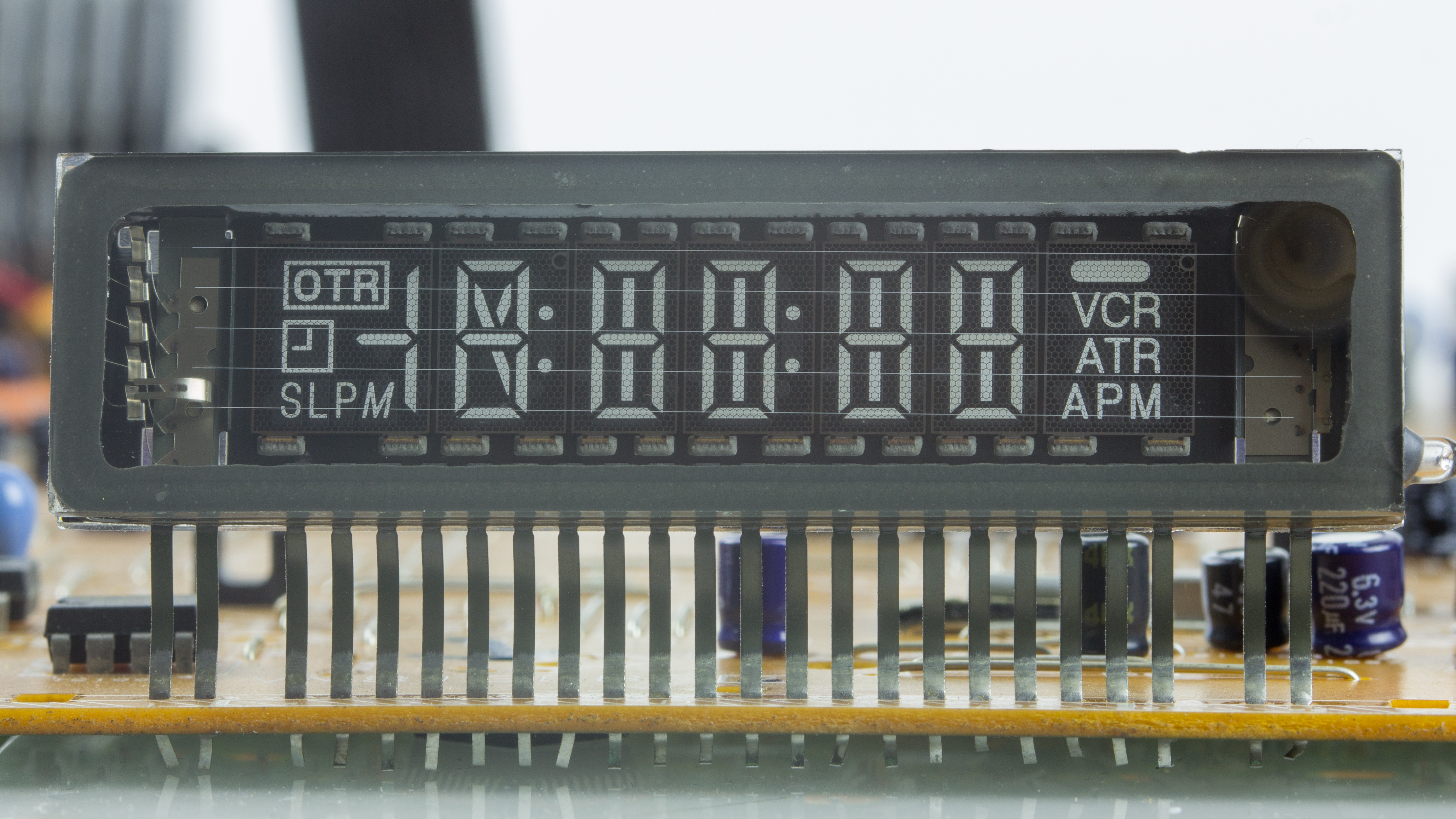
9세그먼트 진공 형광 디스플레이
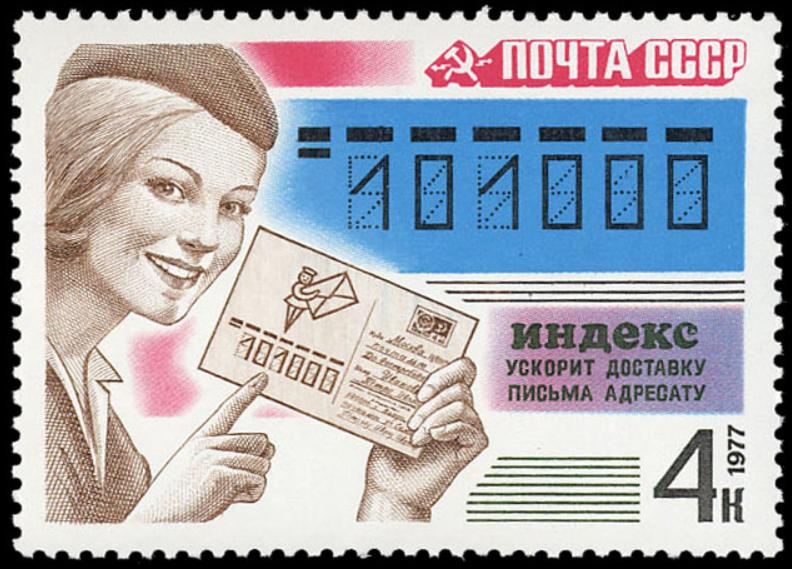
봉투에 있는 우편번호 9세그먼트 샘플
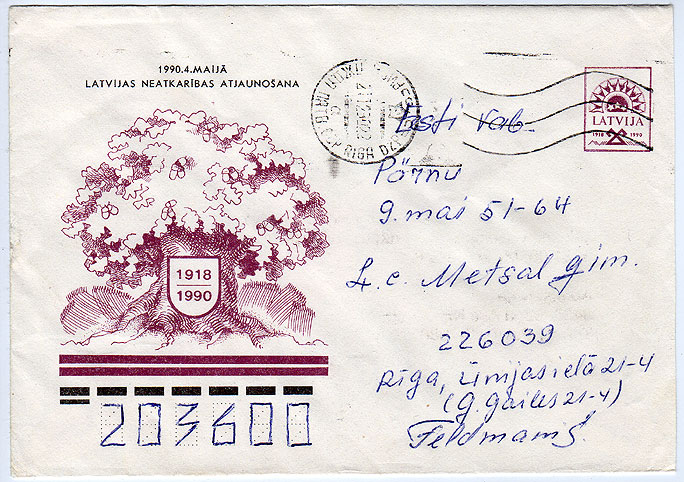
라트비아가 독립하기 직전의 엽서

## 같이 보기

7-, 9-, 14-, 16-세그먼트 표시 장치가 나란히 표시되어 있다

- 7세그먼트 표시 장치
- 8세그먼트 표시 장치
- 14세그먼트 표시 장치
- 16세그먼트 표시 장치
- 도트 매트릭스 디스플레이
- 닉시관 표시 장치
- 진공 형광 디스플레이